# João de Lobeira
João Pires de Lobeira (1233 circa – 1285) è stato un trovatore portoghese, al tempo del re Afonso III e, presumibilmente, il primo a ridurre in prosa la storia di Amadis de Gaula.
Carolina Michaëlis de Vasconcelos, nella sua magistrale edizione del Cancioneiro da Ajuda, fornisce alcune note biografiche su Lobeira, il quale è rappresentato nel Cancioneiro da Biblioteca Nacional da cinque componimenti poetici. Al numero 230, Lobeira usa lo stesso ritournelle che Oriana canta in Amadis de Gaula, e ciò ha portato generalmente i moderni sostenitori del caso portoghese a considerarlo l'autore del romance, preferito a Vasco de Lobeira, al quale precedentemente veniva ascritta la prosa originale.
Il folclorista A. Thomas Pires (nel suo Vasco de Lobeira, Elvas, 1905), sulla scia della vecchia tradizione, avrebbe identificato il romanziere in un uomo con questo nome attivo a Elvas alla fine del XIV e inizio del XV secolo, ma i documenti che egli pubblica non contengono nessun riferimento a questo Lobeira come uomo di lettere.